# دير إيفرسكي (روستوف-نا-دونو)
دير إيفرسكي (بالروسية: Иверский женский монастырь)، هي كنيسة روسية أرثوذكسية تقع في روستوف-نا-دونو، روستوف أوبلاست، روسيا. تنتمي إلى أبرشية روستوف ونوفوشركاسك.

## تاريخ
تم تأسيس دير إيفرسكي في بداية القرن العشرين. كان الدير يقع في البداية حوالي 15 كم من المدينة. وكانت أول رئيسة للدير الأم أناستازيا.
تم الانتهاء من دير إيفرسكي وكُرس عام 1908. وقد زار الدير نيقولا الثاني إمبراطور روسيا ووريثه أليكسي نيكولايفيتش سنة 1914. خلال الحرب العالمية الأولى، أصبح الدير دارا للأيتام مُخصص للبنات من بولندا، وقد استقروا به حتى سنوات العشرينات.
في عام 1929 تم إغلاق الدير وصودرت ملكيته، وتم طرد أناستازيا وبعض الأخوات إلى سيبيريا.
تم إحياء الدير على مرسوم المجمع المقدس للكنيسة الأرثوذكسية الروسية في عام 1991. وبحلول عام 2002، تم تجديد الدير وفي نوفمبر من العام نفسه تمت إعادة هيكلته من قبل الأسقف روستوف بانتيليمون.

## رواق الصور

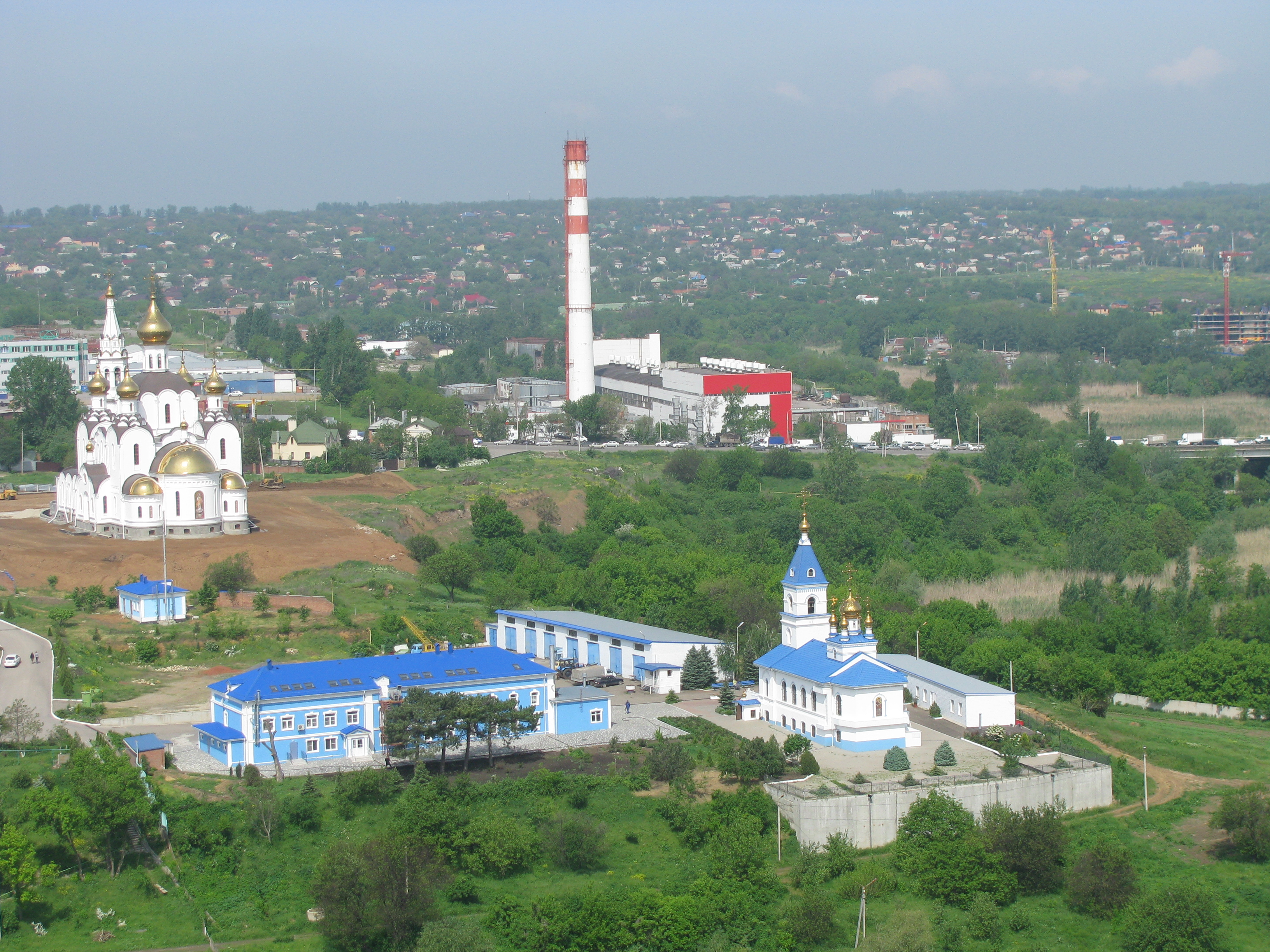
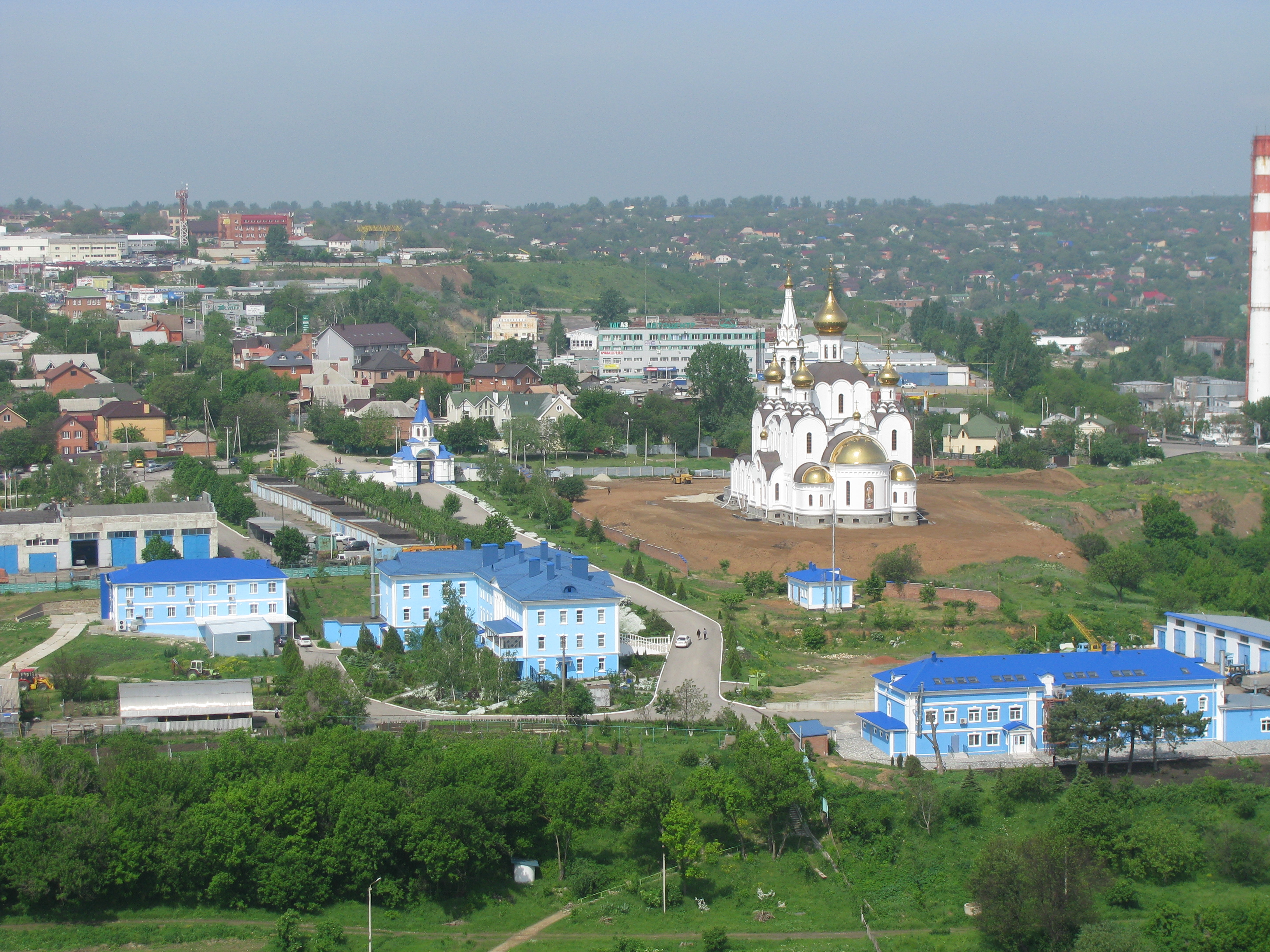
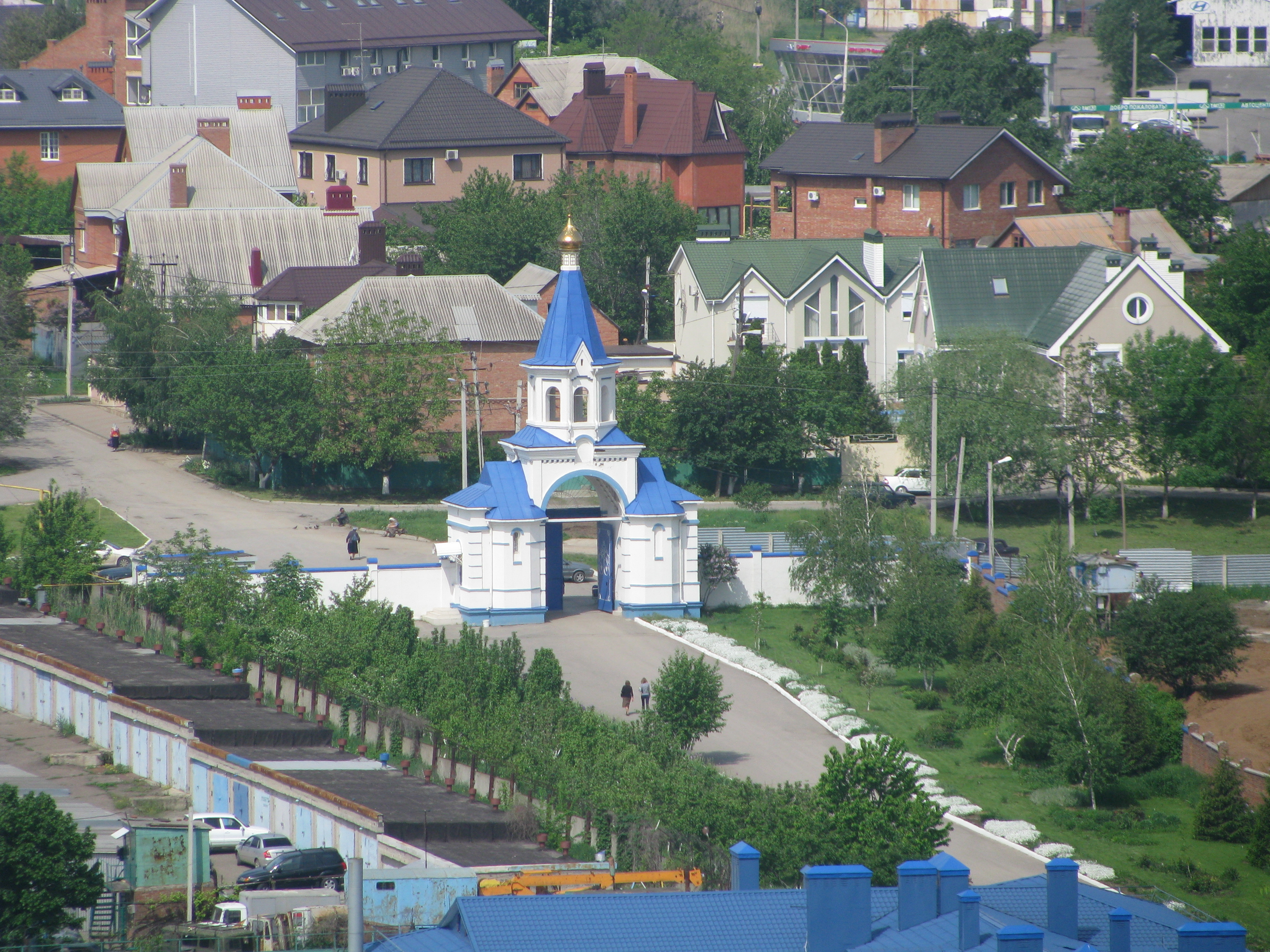
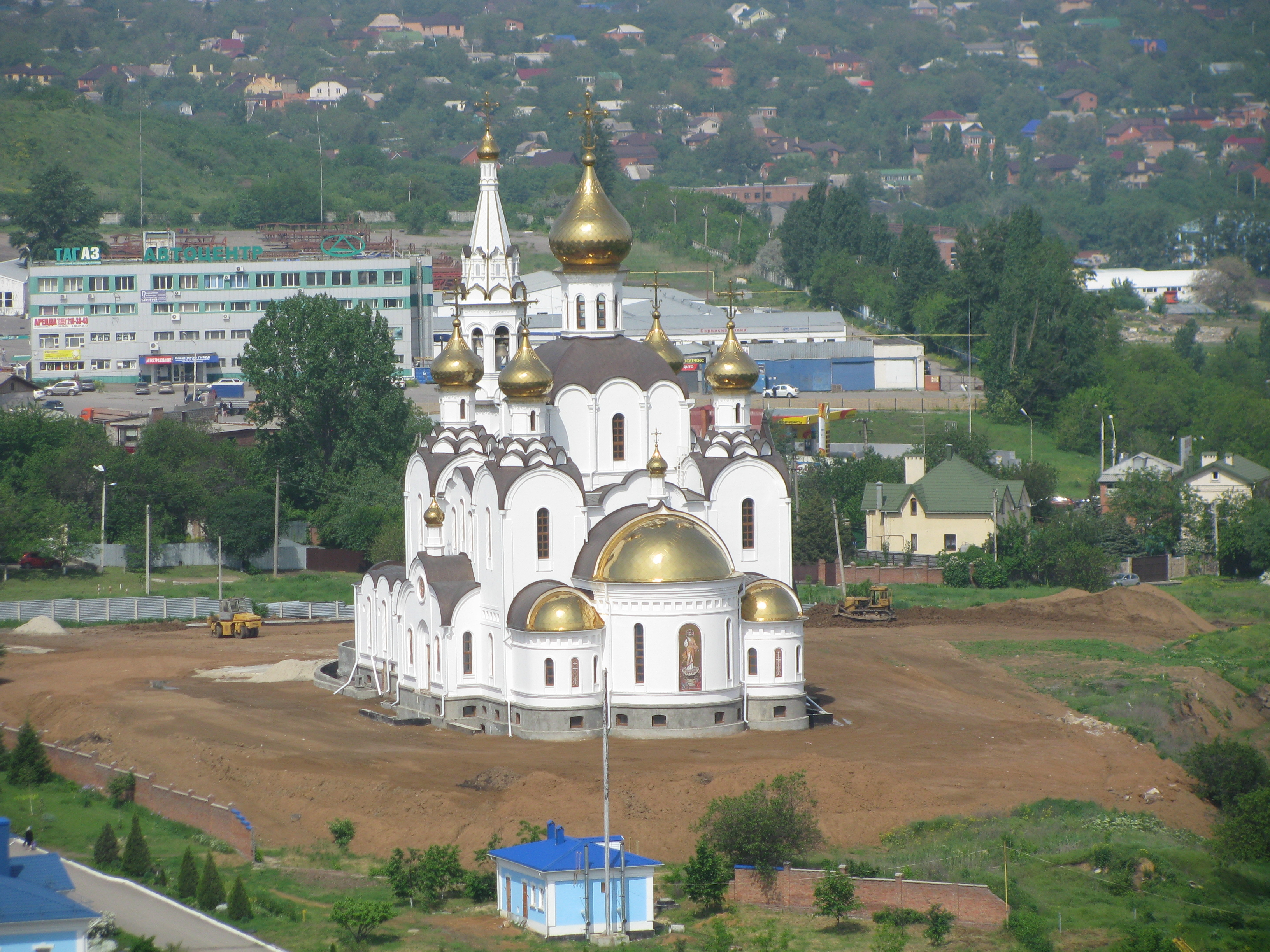
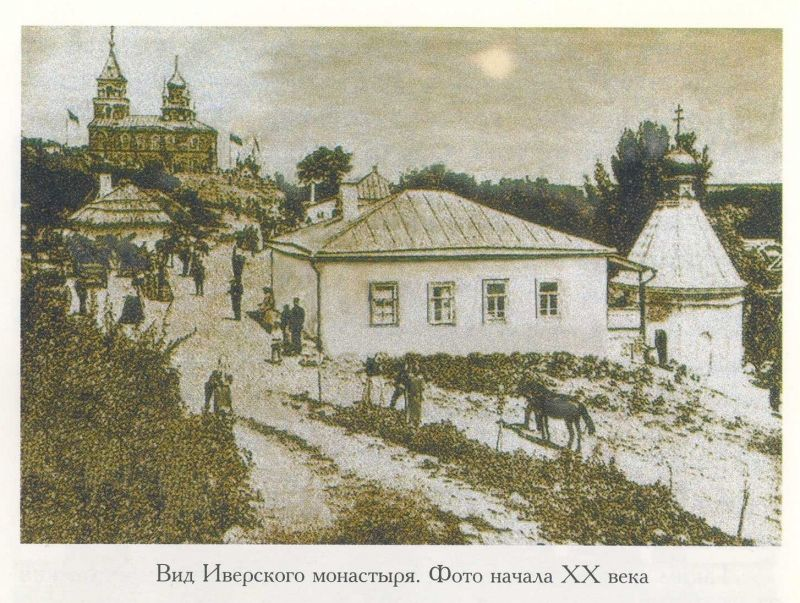